# Aldo González
Aldo Luis González Barbery (* 5. September 1984 in Montero) ist ein bolivianischer Leichtathlet, der sich auf des Kugelstoßen spezialisiert hat.

## Sportliche Laufbahn
Erste internationale Erfahrungen sammelte Aldo González im Jahr 2006, als er bei den Südamerikameisterschaften in Tunja mit einer Weite von 16,80 m den fünften Platz im Kugelstoßen belegte. Anschließend erreichte er bei den U23-Südamerikameisterschaften, die im Zuge der Südamerikaspiele in Buenos Aires ausgetragen wurden, mit 15,79 m Rang sechs und wurde im Diskuswurf mit 41,51 m Neunter. 2008 belegte er bei den Ibero-Amerikanischen Meisterschaften in Iquique mit 17,11 m den siebten Platz, wie auch bei den Leichtathletik-Südamerikameisterschaften 2009 in Lima mit 16,77 m, ehe er bei den Juegos Bolivarianos in Sucre mit 16,93 m auf Rang sechs gelangte. 2010 klassierte er sich bei den Ibero-Amerikanischen Meisterschaften in San Fernando mit 16,71 m auf dem 15. Platz und 2011 wurde er bei den Südamerikameisterschaften in Buenos Aires mit 16,76 m Sechster und nahm daraufhin an den Panamerikanischen Spielen in Guadalajara teil, bei denen er mit 17,06 m auf Rang zwölf gelangte.
2012 erreichte er bei den Ibero-Amerikanischen Meisterschaften in Barquisimeto mit 16,98 m den zwölften Platz und im Jahr darauf wurde er bei den Südamerikameisterschaften in Cartagena mit 17,22 m Sechster, ehe er bei den Juegos Bolivarianos mit einer Weite von 18,23 m die Goldmedaille gewann. 2014 gewann er dann bei den Südamerikaspielen in Santiago de Chile mit 18,15 m die Bronzemedaille hinter dem Argentinier Germán Lauro und Darlan Romani aus Brasilien. Anschließend wurde er bei den Ibero-Amerikanischen Meisterschaften in São Paulo mit 17,14 m Vierter und erreichte beim Panamerikanischen Sportfestival in Mexiko-Stadt mit 16,86 m Rang fünf. 2015 belegte er bei den Südamerikameisterschaften in Lima mit 17,22 m den fünften Platz und 2016 erreichte er bei den Ibero-Amerikanischen Meisterschaften in Rio de Janeiro mit 18,13 m Rang sechs. 2017 gewann er dann bei den Juegos Bolivarianos in Santa Marta mit 17,78 m die Bronzemedaille hinter den Kolumbianern Edder Moreno und Jhon Zea.
2018 gewann er bei seinen dritten Südamerikaspielen im heimischen Cochabamba mit 18,33 m die Silbermedaille hinter dem Brasilianer Romani. Zwei Jahre darauf gewann er dann bei den erstmals ausgetragenen Hallensüdamerikameisterschaften in Cochabamba mit neuem Landesrekord von 18,73 m die Bronzemedaille hinter dem Brasilianer Willian Dourado und Ignacio Carballo aus Argentinien. 2021 belegte er bei den Südamerikameisterschaften in Guayaquil mit 16,77 m den sechsten Platz.
In den Jahren 2002, von 2005 bis 2010, 2012 und 2013 sowie 2018 und 2019 wurde González bolivianischer Meister im Kugelstoßen.

## Persönliche Bestweiten
- Kugelstoßen: 19,11 m, 4. Juni 2016 in Santa Cruz de la Sierra (bolivianischer Rekord)
  - Kugelstoßen (Halle): 18,73 m, 1. Februar 2020 in Cochabamba (bolivianischer Rekord)
- Diskuswurf: 44,20 m, 4. Mai 2013 in Cochabamba